# 東京スタイル
株式会社東京スタイル（とうきょうスタイル）は、日本のアパレルメーカーで、東京都渋谷区に本社を置く。現法人は2014年3月3日のTSIホールディングスグループ会社再編に伴い、新設分割方式で設立されたものであり、旧法人にあたる株式会社東京スタイル資産管理についても記述する。
2019年3月1日に事業をサンエー・インターナショナルに移管して休眠会社となった。

## 沿革
- 1949年（昭和24年）3月12日 - 東京縫製株式会社設立。
- 1950年（昭和25年） - 株式会社東京スタイルに商号変更。
- 1975年（昭和50年） - 東京証券取引所2部上場。
- 1977年（昭和52年） - 東京証券取引所1部指定替え。
- 2008年（平成20年）4月 - スピックインターナショナルを子会社化[3]。
- 2011年（平成23年）
  - 5月27日 - 東京証券取引所1部上場廃止。
  - 6月1日 - サンエー・インターナショナルと株式移転を行い、共同持株会社「株式会社TSIホールディングス」を設立して経営統合[4][5][6]。
- 2014年（平成26年）
  - 3月3日 - 株式会社東京スタイル資産管理に商号変更の上で、事業を（新）株式会社東京スタイルおよび株式会社TOKYOSTYLE インプレスラインに新設分割方式で承継。（旧）株式会社サンエー・インターナショナル[7]のナショナルブランド事業についても、同じく新設分割により（新）東京スタイルが承継。（旧）東京スタイルの主な子会社についてはTSIホールディングスの直接傘下に[8]。
  - 9月1日 - 東京スタイル資産管理をTSIホールディングスが吸収合併し、（新）東京スタイルがTSIホールディングスの直接子会社となる[8]。
- 2019年（平成31年）3月1日 - 事業をサンエー・インターナショナルへ譲渡。休眠会社となる。

## ブランド

### 2019年2月28日廃止
出典：
- 22オクトーブル
- アリスバーリー

### 2015年2月廃止
- ナネット レポー
- ココフク
- アリスミュー(アリスバーリー派生)
- ツール フェイス

### （旧）サンエー・インターナショナルから承継
- ピンキー&ダイアン
- ナチュラルビューティー
- ボッシュ
- ビーアビリティ

### サンエー・インターナショナルへ移管
- レベッカ・ミンコフ[10]

## 関連会社
- パルメル

## 関連書籍
- 黒木亮『アパレル興亡』岩波書店、2020年2月。ISBN 978-4000613903。
東京スタイルをモデルにアパレル企業と百貨店の興亡が描かれる[11]。初出 『世界』2017年9月号～2019年8月号。